# Fernon Wibier
Fernon Wibier (Dedemsvaart, 25 februari 1971) is een Nederlands voormalig tennisser.

## Loopbaan
Wibier was vooral succesvol als dubbelspeler. Met Stephen Noteboom won hij zijn enige titel, het dubbeltoernooi van het ATP-toernooi van Rosmalen in 1994. Hij behaalde daarnaast nog drie finale plaatsen in het dubbel: Beijing 1995 (met Dick Norman), Washington 1997 (met Neville Godwin) en Estoril 1998 (met David Roditi). Wibier kwam ook uit voor het Nederlands Davis Cupteam.

## Prestatietabel
| Legenda | Legenda                          |
| ------- | -------------------------------- |
| g.t.    | geen toernooi gehouden           |
| l.c.    | lagere categorie                 |
| –       | niet deelgenomen                 |
| G       | uitgeschakeld in de groepsfase   |
| 1R      | uitgeschakeld in de eerste ronde |
| 2R      | uitgeschakeld in de tweede ronde |
| 3R      | uitgeschakeld in de derde ronde  |
| 4R      | uitgeschakeld in de vierde ronde |
| KF      | uitgeschakeld in de kwartfinale  |
| HF      | uitgeschakeld in de halve finale |
| F       | de finale verloren               |
| W       | het toernooi gewonnen            |
| w-v     | winst/verlies-balans             |

### Prestatietabel grand slam, enkelspel
| Toernooi        | 1993 | 1994 | 1995 | 1996 | 1997 |
| --------------- | ---- | ---- | ---- | ---- | ---- |
| Australian Open | –    | –    | –    | –    | 1R   |
| Roland Garros   | –    | –    | –    | –    | –    |
| Wimbledon       | 1R   | –    | –    | –    | –    |
| US Open         | –    | –    | –    | –    | –    |

### Prestatietabel grand slam, dubbelspel
| Toernooi        | 1994 | 1995 | 1996 | 1997 | 1998 |
| --------------- | ---- | ---- | ---- | ---- | ---- |
| Australian Open | –    | –    | 1R   | 3R   | 1R   |
| Roland Garros   | –    | –    | –    | 1R   | 1R   |
| Wimbledon       | 1R   | 2R   | –    | 3R   | 2R   |
| US Open         | –    | –    | 2R   | 2R   | 1R   |